# Kineococcus radiotolerans
Kineococcus radiotolerans (KR) es una especie de  bacteria aerobia, Cocci Grampositiva, poliextremófila, muy radiorresistente y xerófila. Fue descubierta en los Estados Unidos en 1996 en el Laboratorio Nacional Río Savannah (Savannah River National Laboratory, SRNL) en las cubas de desechos radioactivos.
KR resiste notoriamente la radioactividad tan bien como el Deinococcus radiodurans. Poblaciones de KR expuestas a rayos de 3,5 kGy no ha mostrado más de 1 log de diferencias en términos de supervivencia comparada con el D. radiodurans.
Resiste igualmente los rayos ultravioletas y la desecación prolongada. Se la ha encontrado en el desierto de Mojave (Garrity and Searles, 1998) y en corrientes de aire proveniente del norte del Caribe y del África (Griffin et al., 2003), sugiriendo que el Kineococcus puede sobrevivir en entornos particularmente áridos. Unas experiencias que compararon su resistencia a la desecación con la de la E. coli y D. radiodurans han mostrado una resistencia mejor que la de E. coli y ligeramente inferior a la del Deinococcus.
Al contrario que otras bacterias radiorresistentes como el citado Deinoccus radiodurans, KR resiste a las sustancias químicas tóxicas y sería capaz de descomponer herbicidas, disolventes industriales, compuestos clorados y otras sustancias altamente tóxicas, evolucionando en un entorno radioactivo. 
K. radiotolerans es capaz de sobrevivir gracias a poderosos mecanismos de reparación cromosómica, comparables a los del radiodurans. Su genoma es actualmente estudiado en el Departamento de Energía del DOE Joint Genome Institute (http://www.jgi.doe.gov/).
Las capacidades extraordinarias de KR en términos de radiorresistencia y de descontaminación le hacen prever un gran papel en el desarrollo de medios de destrucción de desechos nucleares.